# Allomyrina dichotoma
Allomyrina dichotoma, или Trypoxylus dichotomus — жук из подсемейства Dynastinae семейства пластинчатоусые.

## Описание
Длина тела самцов с рогом до 82 мм, самок — 39—47 мм. Окраска самца матово-блестящая, самки — матовая, тёмная, красно-бурая, у самца голова, переднеспинка и щиток чёрно-бурые.
Тело очень большое, сильно выпуклое, овальной формы. Голова небольшая. Наличник у самца поперечный, с прямым передним краем, ограниченным с боков 2 довольно широко расставленными зубцами, и сильно округленными боковыми краями, сверху в довольно густых точках, по бокам с каждой стороны с большой, глубокой, овальной ямкой; у самки передние зубцы наличника слабо развиты, боковые края у основания с небольшой, округленной выпуклостью, кпереди от которой находится выемка, а затем опять едва заметная выпуклость, сверху по бокам без ямок.
У самца большая часть верхней стороны головы занята рогом, который достигает большой длины (в 1,5 раза длиннее переднеспинки), направлен вперёд и несколько вверх, имеет трёхгранную форму. Передняя поверхность рога плоская, мелкоморщинистая, ограничена с боков сильными ребрами, обе его задние поверхности разделены посредине сильным, морщинистым, постепенно ослабевающим вперёд ребром; вершинная часть рога расширена, уплощена и разделена на 2 широких, плоских отростка, каждый из которых в спою очередь разделён на 2 заостряющихся к вершине отростка; затылок гладкий.
У самки голова покрыта густыми, очень грубыми, морщинистыми точками, посредине с большим, поперечно овальным бугром.
Переднеспинка чуть шире основания надкрылий, кпереди сужена сильнее, чем кзади, у самца морщинистая, в довольно мелких точках, у самки грубоморщинистая. Надкрылья овальные, выпуклые, со слегка закругленными боками, без ребер покрыты густыми, очень мелкими точками, у самки гораздо более густыми, чем у самца.
Ноги очень сильные, довольно длинные. Передние ноги самца несколько удлинены.

## Ареал

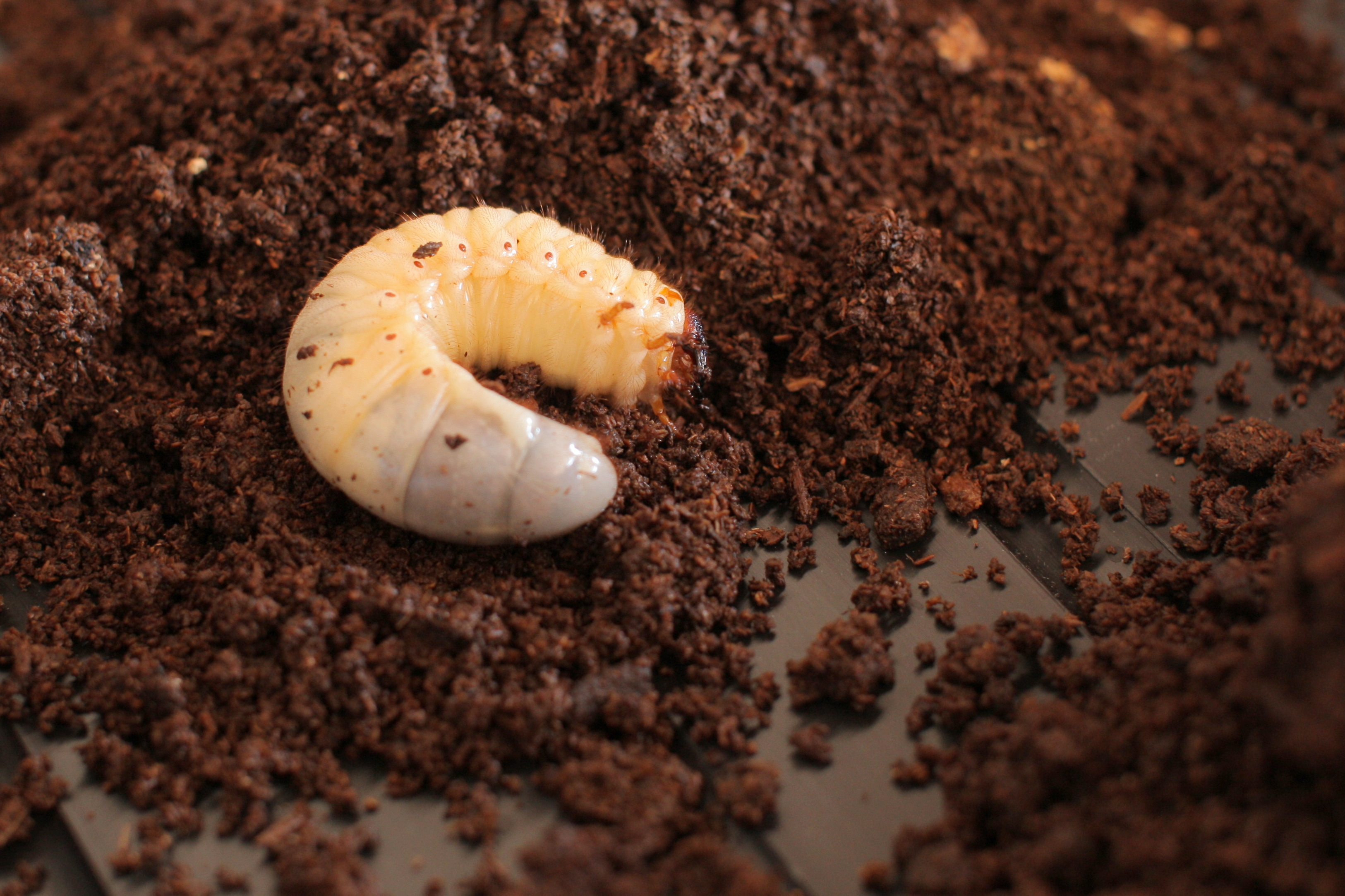
Личинка

В настоящее время признаются следующие подвиды: Trypoxylus dichotomus dichotomus (Linnaeus, 1771): Центральный и Юго-Восточный Китай; T. d. politus Prell, 1934: Северо-Восточная Индия, Мьянма (Бирма), Таиланд, Лаос, Вьетнам; T. d. xizangensis (Li, Gao et Zhang, 2015): Тибет (Китай); T. d. shennongjii Satoru, 2014: Хубэй (Китай); T. d. tsunobosonis Kôno, 1931: Тайвань (Китай); T. d. septentrionalis Kôno, 1931: Северо-Восточный Китай (Гирин, Ляонин, Хэйлунцзян), Корея (на север до границы с Китаем), юг Хасанского района Приморского края России, юго-запад Сахалина, остров Кунашир, Япония (Хоккайдо, Хонсю, Сикоку, Кюсю, Цусима); четыре подвида обитают на островах Рюкю в Южной Японии: T. d. inchachina (Kusui, 1976): Кумедзима, T. d. takarai (Kusui, 1976): Окинава, T. d. tsuchiyai Nagai, 2006: Кутиноэрабу, T. d. shizuae Adachi, 2017: Якусима и Танегосима.

## Биология
Встречается часто, но на юге Дальнего Востока России очень редок и встречается не ежегодно. В Китае и Японии летает с апреля и до июля включительно. На юге Приморья отмечался в середине июля, на Сахалине - в августе, на Кунашире - в начале сентября. 
Жуки активны ночью и прилетают на источники света.

## Размножение
Личинка развивается в древесине тутового дерева (вероятно, и других лиственных пород), чем может приносить вред. По наюлюдениям А.Вертянкина на Хоккайдо способен жить в компостах из листьев. В Японии личинок высушивают и применяют в народной медицине.

## Подвиды

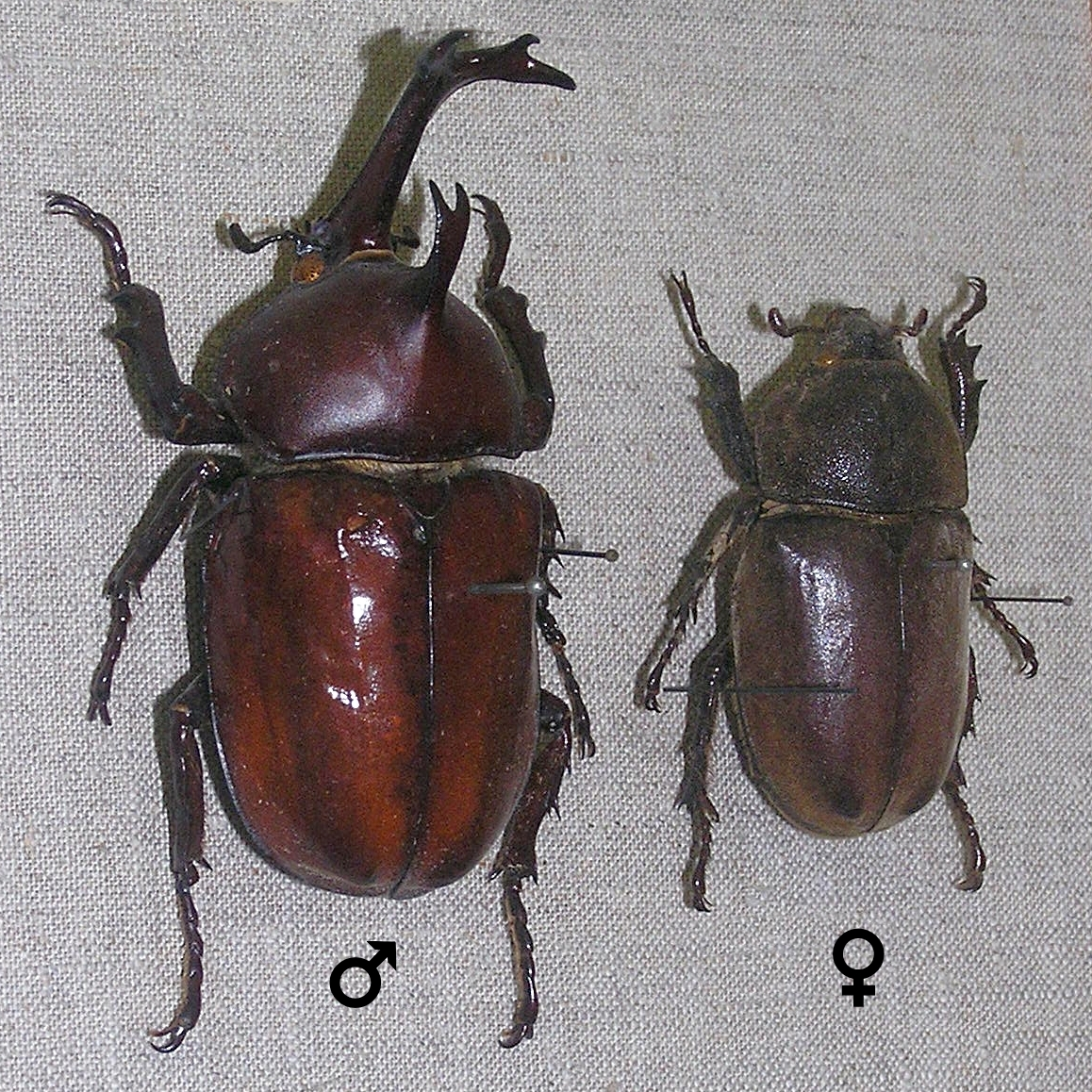
Самец (слева) и самка

- Trypoxylus (Allomyrina) dichotoma dichotoma
- Trypoxylus (Allomyrina) dichotoma inchachina
- Trypoxylus (Allomyrina) dichotoma septentrionalis
- Trypoxylus (Allomyrina) dichotoma takarai
- Trypoxylus (Allomyrina) dichotoma tunobosonis